# Боде Міллер
Боде Міллер (англ. Samuel Bode Miller, МФА: /ˈboʊdi/, 12 жовтня 1977) — американський гірськолижник, олімпійський чемпіон. Двічі вигравши кубок світу в загальному заліку, Боде Міллер вважається найвизначнішим американським гірськолижником усіх часів, водночас він здобув репутацію «поганого хлопця» гірськолижного спорту.
Станом на березень 2010 на рахунку Міллера 32 перемоги на етапах кубка світу. Він став п'ятим гірськолижником, який зумів здобути перемоги в п'яти різних дисциплінах і єдиним, кому вдавалося здобути приниймні п'ять перемог у кожній із цих дисциплін. Крім золотої олімпійської медалі, здобутої в суперкомбінації на іграх у Ванкувері, він має три срібні медалі: гігантський слалом і комбінація у Солт-Лейк-Сіті, супергігантський слалом у Ванкувері, і дві бронзові - швидкісний спуск у Ванкувері та супергігантський слалом у Сочі.
1. ↑  Olympedia — 2006.
2. ↑  International Ski and Snowboard Federation database